# Söderbärke landskommun
Söderbärke landskommun var en tidigare kommun i dåvarande Kopparbergs län (numera Dalarnas län).

## Administrativ historik
I Söderbärke socken i Dalarna inrättades denna kommun år 1863.
Kommunens territorium ändrades flera gånger:
- 1941 - Ulvsbo by (enligt beslut den 17 november 1939) omfattande en areal av 5,29 kvadratkilometer, varav 3,20 land, överfördes till Västanfors landskommun i Västmanlands län.[1]
- 1952 - I samband med kommunreformen 1952 inkorporerades Malingsbo landskommun.
- 1963 - Ett område kring Malingsbo-Kloten med 3 invånare och en areal på 2,01 kvadratkilometer överfördes från Söderbärke landskommun till Ramsbergs landskommun där området samtidigt bytte länstillhörighet till Örebro län.[2]

Landskommunen ingår sedan 1974 i Smedjebackens kommun.

### Kyrklig tillhörighet
I kyrkligt hänseende tillhörde kommunen Söderbärke församling. Den 1 januari 1952 tillkom Malingsbo församling som uppgick i Söderbärke församling 1970.

## Kommunvapen
Blasonering: I fält av guld ett svart, stolpvis ställt armborst.
Vapnet fastställdes 1945.

## Geografi
Söderbärke landskommun omfattade den 1 januari 1952 en areal av 565,23 km², varav 508,42 km² land.

### Tätorter i kommunen 1960
| Tätort     | Folkmängd |
| ---------- | --------- |
| Söderbärke | 771       |
| Vad        | 387       |

Tätortsgraden i kommunen var den 1 november 1960 34,2 procent.

## Politik

### Mandatfördelning i valen 1938-1970
| 15 | 2 | 4 | 2 | 2 |

| 25 |

| 16 | 6 | 2 |  |

| 23 |

| 16 | 6 | 2 |  |

| 23 |

| 19 | 6 | 4 |  |

| 28 |

| 18 | 4 | 6 | 2 |

| 27 |

| 19 | 6 | 3 | 2 |

| 27 |

|  | 18 | 6 | 3 | 2 |

| 26 |

| 17 | 8 | 3 | 2 |

| 25 | 5 |

| 17 | 10 | 3 |  |

| 27 |